# Charles B. McClintock

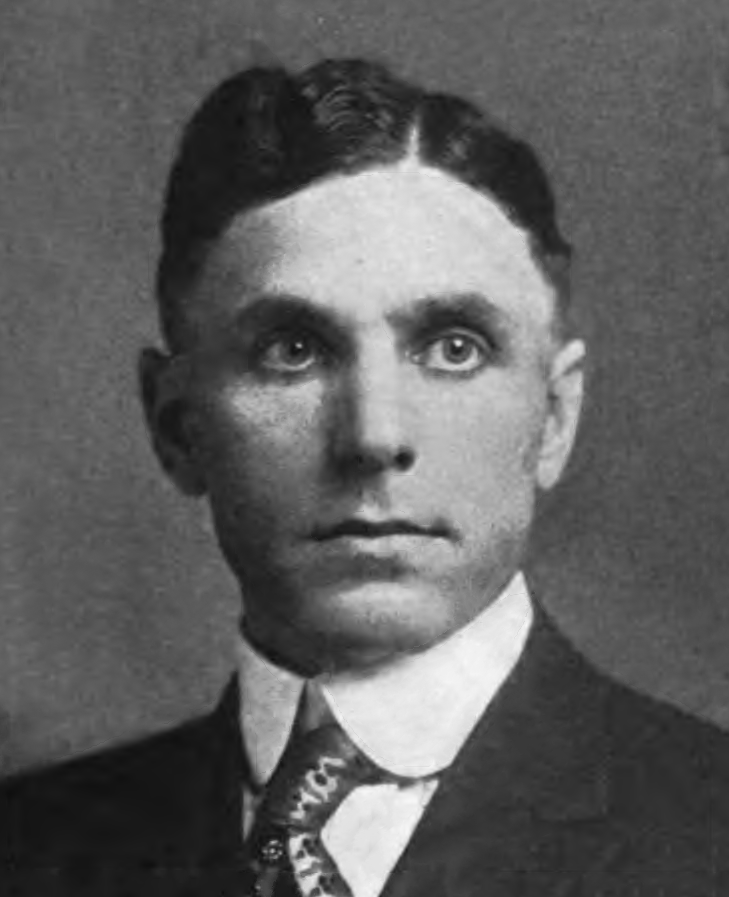
Charles B. McClintock

Charles Blaine McClintock (* 25. Mai 1886 in Paint, Wayne County, Ohio; † 1. Februar 1965 in Canton, Ohio) war ein US-amerikanischer Politiker. Zwischen 1929 und 1933 vertrat er den Bundesstaat Ohio im US-Repräsentantenhaus.

## Werdegang
Charles McClintock besuchte die öffentlichen Schulen seiner Heimat und danach die Wooster University. Nach einem anschließenden Jurastudium an der Western Reserve University in Cleveland und seiner 1912 erfolgten Zulassung als Rechtsanwalt begann er in Canton in diesem Beruf zu arbeiten. Zwischen 1919 und 1923 war er stellvertretender Staatsanwalt im dortigen Stark County. Anschließend bekleidete er von 1923 bis 1927 dort das Amt des eigentlichen Staatsanwalts. Politisch schloss er sich der Republikanischen Partei an.
Bei den Kongresswahlen des Jahres 1928 wurde McClintock im 16. Wahlbezirk von Ohio in das US-Repräsentantenhaus in Washington, D.C. gewählt, wo er am 4. März 1929 die Nachfolge des Demokraten John McSweeney antrat. Nach einer Wiederwahl konnte er bis zum 3. März 1933 zwei Legislaturperioden im Kongress absolvieren. Diese waren von den Ereignissen der Weltwirtschaftskrise geprägt. Im Jahr 1932 wurde er nicht wiedergewählt.
Nach seiner Zeit im US-Repräsentantenhaus praktizierte Charles McClintock wieder als Anwalt. Im Jahr 1934 bewarb er sich erfolglos um die Rückkehr in den Kongress. Zwischen 1946 und 1963 war er Richter am Berufungsgericht im fünften Gerichtsbezirk von Ohio. Er starb am 1. Februar 1965 in Canton und wurde in Wilmot beigesetzt.